# إلياس كرم
إلياس كرم (بالسريانية: ܐܠܝܐܣ ܟܪܡ)‏ مغني وملحن سوري من محافظة الحسكة تميز بصوت قوي جميل قدم الكثير من الأغاني الرائعة، ولحن لعدد من المطربين والمطربات في سوريا ولبنان، اشترك في الكثير المهرجانات في سوريا له عدد من الأعمال والأغاني الوطنية. بالإضافة إلى الغناء باللغة السريانية.
الفنان الياس كرم من أروع الأصوات العربية وأجملها، التزم في كافة أغانية بالكلمة والمعنى واللحن.

## بعض أغانيه
- - أمر الكون
  - بعدوا عني
  - بدي اعرف
  - قلبي سكرته
  - نور قلبي بسحرك
  - لما يبعدوا الحلوين
  - بس الك
  - بتضلك قمري
  - يا ناس قلبي
  - يا شوق
  - البحر العالي
  - بحبك لاتقولي كيف
  - شبه ماطير
  - يا أروع ماخلق الله
  - يا ساكن قلبي والروح
  - مر يمنا
  - يابحر العالي براجك
  - يا حبيبي
  - حب مش مألوف
  - سيرة الحب
  - شيلي من قلبك
  - رجعت من الغربة
  - من ايا كوكب
  - كلن عنك سألوني
  - تيهي صباً
  - السحر بعنيكِ

## بعض من أغانيهالسريانية
- ܥܐܠ ܝܕ ܕܩܠܐܬ (عال يد دقلاث).
- ܐܙܘܟ ܠܘ ܡܪܠܟ ܠܝܟܐ (أزوخ لو مرلوخ ليكو).
- ܡܝ ܚܐܝܪܬܝܕܟ (مي حايرتيدخ).
- ܛܐܝܥܐ (طاويعو).
- ܕܥܪܢܐ ܠܩܪܝܬܐ (دوعرنوا لي قريثو).
- ܢܛܪܠܢ ܣܓܝ (نطرلن ساكي).
- ܠܝܒܝ ܟܘܝܘ (ليبي كويو).

## وصلات خارجية
أغنية (ܥܐܠ ܝܕ ܕܩܠܐܬ) (عال يد دقلاث) على يوتيوب.
أغنية (ܐܙܘܟ ܠܘ ܡܪܠܟ ܠܝܟܐ)(أزوخ لو مرلوخ ليكو) ذهبت ولم تقل إلى أين على يوتيوب